# Brabant Wallon
Brabant Wallon (nederlandsk: Waals-Brabant, tysk: Wallonisch-Brabant, dansk: Vallonsk Brabant) er en provins i Vallonien, Belgien. Den grænser til provinserne Vlaams-Brabant mod nord og derpå uret rundt til Liège, Namur og Hainaut. Provinshovedstaden hedder Wavre. Arealet er på 1.093 km², og provinsen indeholder ét administrativt distrikt (arrondissement) med 27 kommuner. 1. januar 2019 boede der 403.599 personer i provinsen.

## Oprettelse
Provinsen opstod i 1995 ved en opsplitning af provinsen Brabant, der blev opdelt i det fransktalende Brabant Wallon, det nederlandsktalende Vlaams-Brabant samt den tosprogede Bryssel hovedstadsregion, der ikke længere tilhører nogen provins.